# Limacoidei
Limacoidei zijn een infraorde van weekdieren uit de klasse van de Gastropoda (slakken).

## Superfamilies
- Gastrodontoidea Tryon, 1866
- Helicarionoidea Bourguignat, 1877
- Limacoidea Lamarck, 1801
- Parmacelloidea P. Fischer, 1856 (1855)
- Trochomorphoidea Möllendorff, 1890
  - = Dyakioidea Gude & B. B. Woodward, 1921
- Zonitoidea Mörch, 1864